# El arte de vivir
El arte de vivir e un film del 1965 diretto da Julio Diamante. Nel 1965 è stato presentato al 15º Festival di Berlino.